# D'arcy Wretzky
D'arcy Elizabeth Wretzky-Brown, née le 1er mai 1968 à South Haven, Michigan, (États-Unis), est une musicienne de rock américain, connue comme bassiste au sein de l'un des plus populaires groupes de rock alternatif des années 1990, les Smashing Pumpkins.

## Biographie
En 1988, alors que le futur groupe n'est encore qu'un duo (Billy Corgan et James Iha), Corgan fait la rencontre de D'arcy au détour d'un concert dans un club de Chicago, cette dernière faisant une remarque désobligeante pour Corgan au sujet du groupe qu'ils venaient de voir jouer. Une discussion débridée s'ensuit et Corgan décide de l'engager dans le groupe. D'arcy ne tarde pas à tomber amoureuse du guitariste James Iha, avec lequel elle entretient une longue relation amoureuse, puis amicale, au cours de sa collaboration au sein du groupe.
Wretzky participe à l'ensemble des albums réalisés par les Smashing Pumpkins : Gish, Siamese Dream, Mellon Collie and the Infinite Sadness, Adore et enfin Machina/The Machines of God, le dernier album officiel du groupe, peu de temps avant qu'elle ne le quitte pour poursuivre une carrière d'actrice.
En 2000, D'arcy est arrêtée pour possession de crack.
En décembre de la même année, avant de mettre officiellement fin au groupe, les Smashing Pumpkins jouent leur dernier concert au Cabaret Metro de Chicago. James Iha, en souvenir de la relation qu'ils avaient entretenue, y note son absence (l'ex-bassiste de Hole, Melissa Auf der Maur ayant pris la relève pour la dernière tournée), exprimant sa gratitude et son amour pour elle. En 2004, manifestant un autre point de vue à son sujet, Corgan déclare sur son blog que celle-ci n'est qu'une « droguée à l'esprit mesquin qui a refusé d'être aidée ».
D'arcy Wretzky a été mariée à Kerry Brown (en), batteur d'un groupe de Chicago nommé Catherine (en). Elle n'est plus apparue en public depuis 2000. Elle réside désormais dans une ferme dans le Michigan. En 2009, des voisins portent plainte à la suite de dégâts causés par des chevaux qui lui appartenaient et qui étaient sortis de leur enclos. N'ayant pas payé l'amende et ne s'étant pas présentée à quatre convocations judiciaires consécutives, elle est arrêtée et incarcérée brièvement en février 2011.